# Duchi d'Aquitania
I Duchi d'Aquitania (in francese: Duc d'Aquitaine) dal 584 al 1449 furono i seguenti.

## Re d'Aquitania
| Re                         | Periodo   | Nota |
| -------------------------- | --------- | --- |
| Merovingi                  |           | |
| Gundovaldo                 | (584-???) | |
| sconosciuto                |           | |
| Cariberto II               | (629-632) | figlio di Clotario II, re dei Franchi; fu re dei Franchi d'Aquitania. |
| Chilperico                 | (632)     | figlio di Cariberto venne assassinato da infante per ordine del fratellastro Dagoberto, nel 632. Fu re dei Franchi d'Aquitania.                                                                       |
| Boggio                     | (632-670) | figlio di Cariberto per i primi anni governò con il fratello maggiore Bertrando, padre di sant'Uberto, vescovo di Liegi. Fu duca, vassallo di Dagoberto.                                              |
| Oddone il Grande (o Eudes) | (700-735) | figlio di Boggio. Si alleò con il maggiordomo di palazzo di Neustria, Ragenfrido e con il suo re Chilperico II, che in cambio gli riconobbero il titolo di re.                                        |
| Hunald (o Hunold, Hunaud)  | (735-748) | figlio di Oddone. Nel 745, deposta la corona ducale, si ritirò nell'isola di Radis, l'attuale isola di Ré, dove si fece monaco.                                                                       |
| Waifer (o Waifre, Gaifier) | (748-768) | figlio di Hunaldo. Lottò tutta la vita contro il re dei Franchi Pipino, che, nel 768, lo catturò e lo mise a morte.                                                                                   |
| Hunaldo II                 | (768)     | figlio di Waifer. Hunaldo venne consegnato al re dei Franchi, Carlomanno, dal duca di Guascogna, Lupo II di Guascogna, suo vassallo.                                                                  |
| Carolingi                  |           | |
| Carlomanno                 | (768-771) | figlio di Pipino il Breve, re dei Franchi; fu re dei Franchi dell'Aquitania Occidentale . |
| Carlo Magno                | (768-771) | figlio di Pipino il Breve, re dei Franchi; fu re dei Franchi dell'Aquitania Orientale. Dal 771 incorporò i due regni nel regno dei Franchi.                                                           |
| Ludovico I                 | (781-817) | figlio di Carlo Magno; re d'Aquitania, poi anche imperatore. All'inizio del regno ebbe come tutori, che furono considerati alla stregua di duchi: prima Torsone di Tolosa e poi Guglielmo di Gellone. |
| Pipino I                   | (817-838) | figlio di Ludovico I il Pio; re d'Aquitania. |
| Pipino II                  | (838-852) | figlio di Pipino I; re d'Aquitania. |
| Carlo II                   | (852-855) | figlio di Ludovico I il Pio; re dei Franchi Occidentali, poi anche imperatore. |
| Carlo III                  | (855-866) | figlio di Carlo il Calvo; re d'Aquitania. |
| Luigi II                   | (867-879) | figlio di Carlo II il Calvo; re dei Franchi Occidentali. |
| Carlomanno II              | (879-884) | figlio di Luigi II il Balbo; re d'Aquitania e poi anche re di Neustria. |
| Carlo (IV)                 | (884-888) | figlio di Ludovico il Germanico; reggente del dei Franchi Occidentali, fu anche re dei Franchi Orientali, re d'Italia e imperatore.                                                                   |
| Oddone                     | (888-898) | robertingio conte di Parigi, eletto re dagli aristocratici del regno. |
| Carlo IV                   | (898-922) | figlio di Luigi II il Balbo; re dei Franchi Occidentali, fu anche re d'Italia e imperatore. |
| Roberto                    | (922-923) | robertingio marchese di Neustria e fratello di Oddone, eletto re dagli aristocratici del regno. |
| Rodolfo                    | (923-936) | bosonide duca di Borgogna, eletto re dagli aristocratici del regno. |
| Luigi IV                   | (936-954) | figlio di Carlo III il Semplice; re dei Franchi Occidentali. |
| Lotario                    | (954-986) | figlio di Luigi IV di Francia; re dei Franchi Occidentali. |
| Luigi IV                   | (986-987) | figlio di Lotario; re dei Franchi Occidentali. |

## Duchi d'Aquitania
| Nome                                | Durata della reggenza                   | Note |
| ----------------------------------- | --------------------------------------- | --- |
| Felice                              | (670-676)                               | nato da nobile famiglia di cui non si hanno notizie. Nell'Ex Miraculis S. Martialis Lemovicensis Episcopi è definito nobilissimo e famoso                                         |
| Lupo                                | (676-700)                               | nato da nobile famiglia di cui non si hanno notizie, alla morte di Felice, Lupo I gli successe, nel titolo e nel governo del ducato.                                              |
| Ramnulfidi                          |                                         | |
| Guerino I d'Alvernia                | (800)                                   | duca d'Aquitania, Tolosa, Settimania, conte d'Avernia di Chalon di Mâcon, di Provenza.                                                                                            |
| Begon                               | (843)                                   | |
| Ranulfo I di Poitiers               | (852-866)                               | duca d'Aquitania e anche conte di Poitiers. |
| Ranulfo II di Poitiers              | (888-890)                               | duca d'Aquitania e anche conte di Poitiers. |
| Ebalus il Bastardo (o Ebles Manzer) | Prima volta (890-892) seconda (927-932) | anche conte di Poitiers, figlio illegittimo di Ranulfo II di Poitiers |
| Guglielmo I il Pio                  | (892-918)                               | anche conte d'Alvernia |
| Guglielmo II il Giovane             | (918-926)                               | conte di Alvernia |
| Alfredo                             | (926-927)                               | conte di Alvernia |
| Raimondo Ponzio                     | (932-959)                               | anche conte di Tolosa |
| Guglielmo III Testa di Stoppa       | (959-963)                               | figlio di Ebalus il Bastardo, anche conte di Poitiers (Guglielmo I) e d'Alvernia (Guglielmo IV)                                                                                   |
| Guglielmo IV Braccio di Ferro       | (963-993)                               | figlio di Guglielmo III di Aquitania, anche conte di Poitiers (Guglielmo II) |
| Guglielmo V il Grande               | (993-1030)                              | Guglielmo III di Poitiers, conte di Poitiers, figlio di Guglielmo IV di Aquitania                                                                                                 |
| Guglielmo VI il Grosso              | (1030-1038)                             | Guglielmo IV di Poitiers, conte di Poitiers, primo figlio di Guglielmo V di Aquitania                                                                                             |
| Oddone                              | (1038-1039)                             | duca di Guascogna, conte di Poitiers, secondo figlio di Guglielmo V di Aquitania                                                                                                  |
| Guglielmo VII l'Aquila              | (1039-1058)                             | Guglielmo V di Poitiers, conte di Poitiers, terzo figlio di Guglielmo V di Aquitania                                                                                              |
| Guglielmo VIII                      | (1058-1086)                             | Guido Goffredo duca di Guascogna, quarto figlio di Guglielmo V di Aquitania, cambiò nome quando ereditò la contea di Poitiers, Guglielmo VI di Poitiers, e il ducato di Aquitania |
| Guglielmo IX il Trovatore           | (1086-1127)                             | Guglielmo VII di Poitiers, conte di Poitiers, figlio di Guglielmo VIII di Aquitania                                                                                               |
| Guglielmo X il Santo                | (1127-1137)                             | Guglielmo VIII di Poitiers, conte di Poitiers, figlio di Guglielmo IX di Aquitania                                                                                                |
| Eleonora d'Aquitania                | (1137-1204)                             | contessa di Poitiers, prima regina di Francia e poi regina d'Inghilterra, figlia di Guglielmo X di Aquitania                                                                      |
| Luigi VII                           | (1137-1152)                             | re di Francia |
| Plantageneti                        |                                         | |
| Enrico I                            | (1152-1172)                             | re d'Inghilterra |
| Riccardo I                          | (1172-1199)                             | re d'Inghilterra |
| Giovanni I                          | (1199-1216)                             | re d'Inghilterra |
| Enrico II                           | (1216-1254)                             | re d'Inghilterra |
| Edoardo I                           | (1254-1306)                             | re d'Inghilterra |
| Edoardo II                          | (1306-1325)                             | re d'Inghilterra |
| Edoardo III                         | (1325-1362)                             | re d'Inghilterra |
| Edoardo IV                          | (1362-1375)                             | principe di Galles |
| Riccardo II                         | (1377-1390)                             | re d'Inghilterra |
| Giovanni II                         | (1390-1399)                             | duca di Lancaster |
| Enrico III                          | (1399-1422)                             | re d'Inghilterra |
| Enrico IV                           | (1422-1449)                             | re d'Inghilterra |

## Duchi d'Aquitania onorifici
Con la fine della guerra dei cent'anni l'Aquitania ritornò sotto il controllo diretto della corona francese, quindi nelle proprietà del re di Francia. Solo occasionalmente il ducato, o almeno il titolo di duca d'Aquitania (oppure di Guienna), fu concesso a qualche membro della casa reale:
- Carlo di Francia (1469–1472), figlio del re di Francia Carlo VII
- Saverio di Borbone-Francia (1753–1754), secondo figlio di Luigi Ferdinando di Borbone-Francia (1729 - 1765)
- Gonzalo di Borbone-Dampierre (1972–2000), secondogenito di Giacomo Enrico di Borbone-Spagna, pretendente al trono francese, capo della casa di Borbone.

### Fonti primarie
- (LA)  Fredegario, FREDEGARII SCHOLASTICI CHRONICUM CUM SUIS CONTINUATORIBUS, SIVE APPENDIX AD SANCTI GREGORII EPISCOPI TURONENSIS HISTORIAM FRANCORUM.
- (LA)  Rerum Gallicarum et Francicarum Scriptores, tomus tertius.
- (LA)  Annales Mettenses Priores.
- (LA)  Monumenta Germanica Historica, tomus secundus.
- (LA)  Ademarus Engolismensis Historiarum.
- (LA)  Chronicon Santi Maxentii Pictavinis.

### Letteratura storiografica
- Christian Pfister, La Gallia sotto i Franchi merovingi. Vicende storiche, in Storia del mondo medievale, Cambridge, Cambridge University Press, 1999,  pp. 688-711.
- C.H. Becker, "L'espansione dei saraceni in Africa e in Europa", cap. III, vol. II (L'espansione islamica e la nascita dell'Europa feudale) della Storia del Mondo Medievale, pp. 70–96.
- G. L. Burr, "La rivoluzione carolingia e l'intervento franco in Italia", cap. XI, vol. II (L'espansione islamica e la nascita dell'Europa feudale) della Storia del Mondo Medievale, pp. 336–357.
- Gerhard Seeliger, "Conquiste e incoronazione a imperatore di Carlomagno", cap. XII, vol. II (L'espansione islamica e la nascita dell'Europa feudale) della Storia del Mondo Medievale, pp. 358–396.
- Gerhard Seeliger, "Legislazione e governo di Carlomagno", cap. XIV, vol. II (L'espansione islamica e la nascita dell'Europa feudale) della Storia del Mondo Medievale, pp. 422–455.
- F. J. Foakes-Jackson, "Il papato fino a Carlomagno", cap. XV, vol. II (L'espansione islamica e la nascita dell'Europa feudale) della Storia del Mondo Medievale, pp. 456–476.
- René Poupardin, Ludovico il Pio, in «Storia del mondo medievale», vol. II, 1999, pp. 558–582
- René Poupardin, I regni carolingi (840-918), in «Storia del mondo medievale», vol. II, 1999, pp. 583–635